# 2110
2110 هي سنة قادمة في التقويم الميلادي ستكون سنة بسيطة تبدأ يوم الأربعاء وهي السنة 21 من الألفية الميلادية الثالثة وسنة من سنوات القرن الحادي والعشرين